# طلحة بن عبد الله بن عوف
طلحة بن عبد الله بن عوف تابعي قاضي المدينة وأحد رواة الحديث النبوي ، هو طلحة بن عبد الله بن عوف الزهري قاضي المدينة زمن يزيد بن معاوية.

## رواية الحديث
روى الحديث النبوي عن عمه عبد الرحمن بن عوف وعثمان بن عفان وسعيد بن زيد وعبد الله بن عباس. وروى عنه سعد بن إبراهيم والزهري وأبو الزناد وجماعة، وقد وكان شريف جواد حجة وإمام وكان يقال له طلحة الندى.

## وفاته
مات طلحة بن عبد الله سنة 99 هـ في زمن ولاية عمر بن عبد العزيز.